# Sausjön (Åre socken, Jämtland)
Sausjön är en sjö i Åre kommun i Jämtland och ingår i Indalsälvens huvudavrinningsområde. Sjön har en area på 0,697 kvadratkilometer och ligger 530 meter över havet. Sjön avvattnas av vattendraget Sausjöån.

## Delavrinningsområde
Sausjön ingår i det delavrinningsområde (706229-133273) som SMHI kallar för Utloppet av Sausjön. Medelhöjden är 586 meter över havet och ytan är 7,29 kvadratkilometer. Räknas de 3 avrinningsområdena uppströms in blir den ackumulerade arean 20,88 kvadratkilometer. Sausjöån som avvattnar avrinningsområdet har biflödesordning 3, vilket innebär att vattnet flödar genom totalt 3 vattendrag innan det når havet efter 383 kilometer. Avrinningsområdet består mestadels av skog (45 procent), sankmarker (32 procent) och kalfjäll (13 procent). Avrinningsområdet har 0,69 kvadratkilometer vattenytor vilket ger det en sjöprocent på 9,5 procent.